# SeaQuest - Odissea negli abissi
SeaQuest - Odissea negli abissi, o semplicemente SeaQuest (nell'originale SeaQuest DSV nella 1ª e 2ª stagione, SeaQuest 2032 nella 3ª stagione), è una serie televisiva statunitense di genere avventuroso fantascientifico, prodotta dalla NBC dal settembre 1993 al giugno 1996. Ambientata nel 2018 nella 1ª stagione, nel 2019 e nel 2020 nella 2ª e nel 2032 nella 3ª, racconta la vita all'interno di un avveniristico sottomarino, chiamato appunto SeaQuest.
È stato trasmesso in italiano su Italia 1 dal 1997, Canale 5 e Steel (repliche, dal 25 gennaio 2008).
L'episodio pilota della serie è stato distribuito anche in formato film per l'home video, col titolo 2007: odissea negli abissi (SeaQuest, 1993), per la regia di Irvin Kershner, della durata di 88 min.

## Trama

### Stagione 1
La serie segue le avventure del sottomarino high-tech seaQuest DSV 4600, un veicolo ad immersione profonda gestito dalla United Earth Oceans Organization (UEO), una coalizione globale di paesi del mondo e confederazioni sottomarine, simile alle Nazioni Unite. L'UEO è stata creata a seguito di una grande resa dei conti di nazioni e confederazioni nella fossa di Livingston nell'Oceano Atlantico del Nord, avvenuta intorno al 2018 come mostrato nell'episodio pilota, e rimane un elemento ricorrente per la durata della serie. Il seaQuest è stato progettato dal capitano navale in pensione Nathan Bridger e costruito dalla NORPAC (un'organizzazione militare menzionata nell'episodio pilota) e concesso in prestito all'UEO dopo la sua creazione. La trama inizia nell'anno 2018, dopo che l'umanità ha esaurito quasi tutte le sue risorse naturali, tranne quelle sul fondo dell'oceano. Molte nuove colonie sono state stabilite lì ed è compito del seaQuest e del suo equipaggio di proteggerli da nazioni ostili non allineate e di impegnarsi nella ricerca sottomarina. Bridger, sebbene inizialmente riluttante a causa di una promessa fatta alla defunta moglie dopo che il loro figlio, Robert, fu ucciso in un'azione militare navale, è convinto a tornare in marina, sotto l'egida della UEO ed assumere il comando del seaQuest. Le trame della prima stagione hanno riguardato principalmente la ricerca oceanografica, le questioni ambientali, le macchinazioni politiche del mondo e le relazioni interpersonali dell'equipaggio.

### Stagione 2
I primi due episodi parlano dei replicanti ovvero persone che sono state create attraverso una provetta per scopi bellici.

## Cast

### Principale

#### Stagione 1
- Roy Scheider: Capitano Nathan Bridger[6] (47 episodi)
- Jonathan Brandis: Lucas Wolenczak[7] (57 episodi)
- Stephanie Beacham: Dr. Kristin Westphalen (22 episodi)
- Stacy Haiduk: Tenente Comandante Katherine Hitchcock (23 episodi)
- Don Franklin: Commander Jonathan Ford (56 episodi)
- John D'Aquino: Lieutenant Benjamin Krieg (22 episodi)
- Royce D. Applegate: Chief Manilow Crocker (22 episodi)
- Ted Raimi: Lieutenant Tim O'Neill (54 episodi)
- Marco Sanchez: Sensor Chief Miguel Ortiz (40 episodi)
- Frank Welker: La voce di Darwin
- Dr. Bob Ballard: Se stesso, marine trivia nei crediti

#### Stagione 2
- Rosalind Allen: Dr. Wendy Smith (19 episodi)
- Edward Kerr: Tenente James Brody (26 episodi)
- Michael DeLuise: Seaman Anthony Piccolo (33 episodi)
- Kathy Evison: Tenente Lonnie Henderson (32 episodi)
- Peter DeLuise: Dagwood (31 episodi)

#### Stagione 3
- Michael Ironside: Capitano Oliver Hudson[8][9] (13 episodi)
- Elise Neal: Tenente J.J. Fredericks (10 episodi)

### Guest
- Shelley Hack: Capitano Marilyn Stark
- Richard Herd: Ammiraglio/Segretario Generale William Noyce
- W. Morgan Sheppard: "The Old Man", Professor Martinson
- Dustin Nguyen: Chief William Shan
- Jesse Doran: Generale Francis Gideon Thomas
- Kent McCord: Comandante Scott Keller
- Robert Engels: Malcolm Lansdowne
- Mark Fauser: Weapons Officer Dalton Phillips
- Timothy Omundson: Dr. Joshua Levin
- Dan Hildebrand: Helmsman Carleton
- Roscoe Lee Browne: Dr. Raleigh Young
- Sarah Koskoff: Julianna
- Denis Arndt: Navy Quartermaster Bickle
- James Shigeta: Montegnard Confederation President Chi
- Jonathan Banks: Maximilian Scully
- Michael Costello: Segretario Generale McGath
- Sam Jenkins: Mariah
- Mark Hamill: Tobias LeConte
- Karen Fraction as Dr. Perry
- Michael York: Presidente Alexander Bourne della Macronesia[10]
- Andrew Stahl: Generale Stassi
- Tim DeKay: Larry Deon
- Ralph Wilcox: Mason Freeman
- Patricia Charbonneau: Elaine Morse
- Brent Hinkley: Commando

## Episodi
| Stagione         | Episodi | Prima TV USA | Prima TV Italia |
| ---------------- | ------- | ------------ | --------------- |
| Prima stagione   | 23      | 1993-1994    | 1997            |
| Seconda stagione | 21      | 1994-1995    |                 |
| Terza stagione   | 13      | 1995-1996    |                 |

## Produzione
Il personaggio di Roy Scheider era basato su John C. Lilly e Bob Ballard, che era anche il consulente tecnico della serie nella prima stagione. Lilly era un pioniere ricercatore sulla natura della coscienza usando come suoi strumenti principali il serbatoio di isolamento, la comunicazione dei delfini e le droghe psichedeliche, a volte in combinazione. Era un membro di spicco della controcultura californiana di scienziati, mistici e pensatori sorti alla fine degli anni '60 e all'inizio degli anni '70. Albert Hofmann, Gregory Bateson, Ram Dass, Timothy Leary, Werner Erhard e Richard Feynman erano tutti visitatori abituali della sua casa. Il nome del personaggio, Nathan Hale Bridger, era in omaggio a Nathan Hale.
Quando i produttori hanno iniziato a sviluppare nuovi personaggi per la seconda stagione, hanno chiamato il tenente Brody come il capo della polizia Martin Brody, personaggio di Roy Scheider nei primi due film de Lo squalo. Ralph Willcox e Karen Fraction, che sono diventati entrambi guest star ricorrenti nella terza stagione, in precedenza erano apparsi come personaggi diversi nella seconda. Nonostante i numerosi cambi di cast, Jonathan Brandis è apparso in tutti gli episodi della serie, così come Don Franklin (ad esclusione dell'episodio "Un mondo migliore") e Ted Raimi (ad esclusione degli episodi "Nient'altro che la verità" e "Il sogno").
Numerosi membri dei famigliari del cast sono stati coinvolti per interpretare dei personaggi. Brenda King, la moglie di Roy Scheider, interpretò Carol Bridger; Todd Allen, il marito di Rosalind Allen, ha interpretato Clay Marshall in "Il sogno". Diversi membri del cast si sono anche dilettati nel lato creativo dello spettacolo, sia Ted Raimi che Jonathan Brandis hanno scritto episodi durante la seconda stagione. (Brandis scrisse il già citato "Il sogno" e Raimi scrisse "Atlantide".) Al contrario, Robert Engels, uno dei produttori esecutivi dello show (e autore di due episodi, "Il tesoro sotto il vulcano" e "Sogno collettivo") durante la prima stagione, ha interpretato il personaggio ricorrente di Malcolm Lansdowne.
Un film seaQuest DSV era in fase di pre-produzione, tuttavia non è mai stato realizzato.
Nonostante la credenza popolare, Darwin non era un vero delfino ma piuttosto un animale animatronico progettato e creato da Walt Conti, che aveva creato altri effetti simili per film come Star Trek IV - Rotta verso la Terra, The Abyss e Free Willy. Gli effetti delle creature aliene sono stati progettati e creati dalla Alterian, Inc. di Tony Gardner.

## Merchandise

### Libri
Una breve serie di romanzi basati sui personaggi e sui concetti raffigurati in seaQuest furono distribuiti durante la prima stagione della serie. Erano:
- "seaQuest DSV: The Novel" (una novelization dell'episodio pilota) di Diane Duane e Peter Norwood.  Pubblicato nell'ottobre 1993.  ISBN 978-0-441-00037-1
- "seaQuest DSV: Fire Below" di Matthew J. Costello. Pubblicato nel gennaio 1994.  ISBN 0-441-00039-8
- "seaQuest DSV: The Ancient" di David Bischoff. Pubblicato nel marzo 1994.  ISBN 0-441-00042-8

Un libro di grande formato non fittizio è stato pubblicato nel Regno Unito durante la prima stagione, intitolato "seaQuest DSV: The Official Publication of the Series". Conteneva interviste complete ed informazioni sulla produzione, artwork e storie di design, nonché un rapporto sulla produzione dell'episodio "Sogno collettivo". (Pubblicato nell'ottobre 1994.  ISBN 0-752-20978-7)

### Fumetti
La Nemesis Comics ha pubblicato un numero di un fumetto intitolato seaQuest DSV nel marzo 1994. Esso conteneva una storia originale di 23 pagine intitolata "Deep Faith", progetti per il sottomarino Renegade e per il ponte SeaQuest e due bios di personaggi "Logbook" di una pagina per il capitano Bridger e il dott. Westphalen. La copertina del secondo numero pianificato è stata inclusa nella pagina finale del numero 1, ma alla fine non è mai stata pubblicata.

### Videogioco
Nel 1994 è stato pubblicato il videogioco Seaquest ispirato alla serie per le console Super NES, Game Boy e Genesis.

### Modellistica e collezionismo
- Una serie di action figures disegnate dalla Playmates Toys fu distribuita nel 1993. Il capitano Bridger, il comandante Ford, Lucas Wolenczak, il tenente comandante Hitchcock, il tenente O'Neill, il capo Crocker, Darwin, il dottor Rubin Zellar e The Regulator furono commercializzati come parte della prima ondata. Personaggi aggiuntivi come il Dr. Westphalen, il Capo Ortiz, il Tenente Krieg e un Darwin con effetti sonori furono programmati come parte della seconda, ma non furono mai distribuiti. Inoltre, sono noti prototipi di seaQuest, il sottomarino Delta 4 Pirate, lo Stinger, seaLaunch e Deep Sea Mini Pickup, tutti con luci e suoni elettronici, ma non sono stati commercializzati.
- Una serie di carte collezionabili prodotte dalla SkyBox fu distribuita nel 1993, raffigurando personaggi, scene ed episodi della prima stagione. Consisteva in 100 carte collezionabili standard, oltre a quattro carte foil chase e due carte promozionali.
- Monogram produsse vari modelli, tra cui seaQuest, un Deep Sea Mini Pickup, The Stinger e Darwin (in realtà un Flipper rimodellato).

### Capi di vestiario
Sono stati messi in commercio vari capi di abbigliamento, tra cui magliette, cappellini da baseball e toppe ricamate dei loghi seaQuest e UEO (repliche di quelli utilizzati nella serie).

### Album della colonna sonora
John Debney ha composto la musica dell'episodio pilota e della prima stagione, con Don Davis che ha lavorato alla seconda stagione; quando la serie fu rinnovata come SeaQuest 2032 nell'ultima stagione, Russ Landau compose un nuovo tema e curò le musiche di tutti gli episodi. Nel 1995 Varèse Sarabande pubblicò un album della musica di Debney per il film, tra cui i brani dei titoli di testa e di coda, oltre che pezzi selezionati da "To Be or Not to Be" (tracce 2-8), "Knight of Shadows" (tracce 9 e 10) e "Such Great Patience" (tracce 11-13).
1. Main Title – 1:03
2. Preparing for Battle – 2:51
3. Bridger's Dream – 0:52
4. Uncharted Waters – 2:06
5. First Engagement – 3:18
6. Darwin Speaks – 0:58
7. Dangerous Adversary – 1:34
8. To Adventures Bold – 1:31
9. Waltz With the Dead – 2:48
10. The Forgiving/Resurrection – 4:53
11. The Discovery – 2:15
12. Lucas Meets the Alien – 2:30
13. Solemn Oath – 2:26
14. End Credits – 0:37